# Peter Permeke
Pour les articles homonymes, voir Permeke.
Peter Permeke est un peintre, pastelliste et sculpteur belge né à Mortsel le 14 septembre 1965 et actif à Arbre (Profondeville-Belgique).

## Biographie et œuvre
Peter Permeke est l'arrière petit-fils de Constant, petit-fils de John Henry et fils de Joopie (James) Permeke. Il suit un enseignement artistique à l'athénée royal Isabelle Gatti de Gamond à Bruxelles, ainsi qu'à l'Académie d'Uccle chez Freddy Danneels en dessin (1982) et chez Jean-Nicolas Craps en sculpture (1992).
Il a dessiné des nus au fusain, mais ceux-ci rappelaient trop le style au trait massif de son arrière-grand-père. Il peint ensuite des visages, des têtes qui, s'il se rattachent à la veine expressionniste de Constant, ont « une puissance et une facture qui indiquent clairement leur appartenance à l'art actuel ».
Membre du groupement « Curcuma », l'artiste a exposé à la Cobra Art Gallery de Bruxelles en 1994 ; chez Campo & Campo à Anvers (1996) ; à Tubize, au Karibu Center à Bruxelles et à Drogenbos en 1997 ; à Pacy-sur-Eure en France (1998) ; à Linéard à Gand, à Libre'Art à Libramont et à Madrid. Ensuite à la Galerie Tuileries à Paris et Talent à Bruxelles en 2005.